# Julia Titi
Pour les articles homonymes, voir Julia.
Julia Titi ou Julia Flavia (connue comme Julia Titi filia, ou « Julia fille de Titus ») (63 - 91) était la fille de l'empereur Titus et de sa première épouse Arrecina Tertulla, et la belle-fille de sa deuxième épouse Marcia Furnilla.

## Biographie

### Jeunesse
Julia est née à Rome de Titus et Arrecina Tertulla. Elle porte le nom de la mère de Tertulla, Julia Ursa. Sa mère décéda ou peut-être divorça alors que Julia était bébé. Son père s'est remarié plus tard avec Marcia Furnilla avec qui il a eu une autre fille qui serait décédée jeune. Son père et sa belle-mère divorcèrent alors que Julia était encore enfant à cause des connexions de la famille de sa mère avec les opposants à Néron. En effet, en 65, après l'échec de la conjuration de Pison, la famille de Marcia Furnilla ne fut plus dans les faveurs de Néron. Titus conclu qu'il ne voulait pas être lié à des conspirateurs potentiels et mis fin à son mariage avec Marcia. Julia a été élevée par son père, plus probablement par sa grand-mère maternelle, et la nourrice Phyllis (qui avait déjà élevé l'oncle de Julia, Domitien, lorsqu'il était enfant).
Titus conquit Jérusalem alors qu’elle était enfant.

### Mariage
Titus l'offrit en mariage à son frère Domitien, mais celui-ci refusa à cause de son engagement envers Domitia Longina. Elle se maria alors avec son cousin issu de germain le consul Titus Flavius Sabinus.

### Fin de vie
À la mort du père et du mari de Julia, elle déménagea dans le palais de son oncle Domitien, avec ce dernier et son épouse Domitia Longina.
Les historiens anciens rapportent des histoires selon lesquelles Julia fut séduite par son oncle et, enceinte de lui, serait morte après avoir subi un avortement forcé. Par exemple, Dion Cassius a affirmé qu'il "vivait avec [elle] comme mari et femme, faisant peu d'efforts pour se cacher. À la suite des demandes du peuple, il se réconcilia avec Domitia, mais continua néanmoins ses relations avec Julia". Juvénal, quant à lui, a déclaré que "un tel homme était cet adultère [c'est-à-dire Domitien] qui, après s'être récemment souillé par une union du style tragique, a rétabli les lois sévères qui devaient être une terreur pour tous les hommes - oui, même pour Mars et Vénus - juste au moment où Julia soulageait son ventre fertile et donnait naissance à des avortements qui révélaient la ressemblance de son oncle". Les historiens modernes considèrent généralement qu'il s'agit d'une calomnie contre l'empereur et ces histoires ont probablement été inventées après son assassinat.
Julia fut déifiée après sa mort et Martial écrivit un poème dans lequel il la louait et souhaitait qu'elle devienne la gardienne spirituelle du futur fils (espéré) de Domitien et Domitia qu'il souhaitait nommer « Julius » en son honneur. À la suite de la chute et de l'assassinat de son oncle Domitien, leur nourrice Phyllis mélangea ses cendres avec celles de Julia pour s'assurer que ses restes ne seraient pas jetés.

## Hypothèse plus précise au sujet de sa descendance
Selon Giovanni Battista De Rossi, un de ses fils serait Titus Flavius Titianus. Le cognomen Titianus viendrait du nom de la femme de Titus Flavius Sabinus, la fille de l'empereur Titus, appelée Julia Titi. De Rossi estime que cela est cohérent avec la découverte d'une pierre tombale qu'il a faite dans la propriété où ont été creusées les catacombes de Domitilla et qui appartenait à Flavia Domitilla, une nièce des empereurs Domitien  et Titus. La tombe en question rassemblait en effet les sépultures d'un frère et d'une sœur, l'un appelé Titus Flavius Sabinus, qui aurait porté le même nom que son père comme cela est avéré pour au moins quatre autres Titus Flavius Sabinus appartenant à cette branche des Flaviens. Sa sœur étant appelé Titiana (probablement Flavia Titiana), nom dérivé de celui de son père pour le nomen et de celui de sa mère Julia Titi, la fille de Titus pour le cognomen. Les noms « Titus Flavius » et Titiana/Titianus sont bien attestés dans cette branche familiale des Flaviens. Ainsi, une petite-fille de Titus Flavius Titianus, appelée Flavia Titiana a été l'épouse de l'empereur Pertinax.